# Municipio de Shoal Creek (Carolina del Norte)
El municipio de Shoal Creek (en inglés: Shoal Creek Township) es un municipio ubicado en el  condado de Cherokee en el estado estadounidense de Carolina del Norte. En el año 2010 tenía una población de 2.290 habitantes.

## Geografía
El municipio de Shoal Creek se encuentra ubicado en las coordenadas 35°13′42.25″N 84°12′37.15″O / 35.2284028, -84.2103194.